# Vita di Pi (film)
Vita di Pi (Life of Pi) è un film del 2012 diretto da Ang Lee.
Il film è l'adattamento cinematografico dell'omonimo romanzo di Yann Martel.

## Trama
L'intera storia è raccontata dal punto di vista di Pi da adulto, al quale uno scrittore si rivolge in cerca di spunti creativi e potenzialmente interessato a trarre dalla sua vicenda un libro. Inizia così un lungo flashback, che dura quasi tutto il film.
Piscine Molitor Patel, detto Pi, è un diciassettenne indiano che vive a Pondicherry, nella parte francese dell'India, con i genitori ed il fratello maggiore Ravi. Egli è nato ed abita all'interno di uno zoo, creato in un vecchio giardino botanico di proprietà di suo padre, che ospita numerosi animali, tra i quali il "pezzo forte" è un maschio di tigre del Bengala di nome Richard Parker, che in realtà si sarebbe dovuto chiamare "Thirsty" ("assetato"), ma per un errore di trascrizione gli è stato assegnato il nome del cacciatore che l'ha catturato. Nel film viene spiegata l'origine del curioso nome del ragazzo: l'amico più caro del padre, esperto nuotatore e considerato come uno zio dal ragazzo, aveva suggerito di chiamare il piccolo con lo stesso nome di una famosa piscina pubblica di Parigi, la piscine Molitor, a suo avviso la migliore piscina delle molte in cui ha nuotato; tuttavia Piscine, una volta cresciuto, decide di abbreviare il proprio nome in Pi, per evitarne le storpiature con cui i compagni di scuola non smettono di deriderlo ("piscione, pisciasotto..."). Per imprimere meglio il proprio nomignolo nella memoria dei compagni, impara a memoria numerose cifre decimali del Pi greco, riempiendone alcune lavagne e diventando così famoso come "il ragazzo del Pi greco", Pi.
Pi è un ragazzo sensibile e si interroga a fondo sulle religioni, arrivando a seguirne tre (induismo, cristianesimo e islam), ma suo padre, uomo razionale e scientifico, gli dice che seguire tante religioni sarebbe come non seguirne nessuna, invitando il figlio a fare affidamento prima di tutto sulla sua razionalità. Tra i numerosi pensieri di Pi si fa largo anche l'idea che anche gli animali abbiano un'anima, esattamente come gli esseri umani, quindi potrebbero essere loro amici. Volendo dimostrare il contrario, l'uomo, una volta sorpreso il figlio intento a tentare di nutrire Richard Parker (che sembrava tranquillo), lega una capra viva alle sbarre della cella della tigre e mostra a Pi con quale violenza essa venga uccisa e divorata dal felino. In seguito Pi, diventato adolescente, si innamora di una ragazza, incontrata in una scuola di danza tradizionale, dove il giovane suona il mridangam e la fanciulla fa parte delle danzatrici. 
Un giorno, trovandosi di fronte alle crescenti difficoltà economiche, il padre di Pi decide di trasferirsi con tutta la famiglia in Canada, dove intende vendere gli animali dello zoo e cercare un nuovo lavoro. Il nucleo familiare si prepara dunque a lasciare per sempre l'India, imbarcandosi su una nave mercantile giapponese diretta verso l'America.
La traversata non si rivela facile fin dall'inizio. Il padre è costretto a somministrare agli animali grandi dosi di tranquillanti, per evitare che possano soffrire il mal di mare e innervosirsi. Durante la prima serata, la famiglia litiga con il cuoco di bordo della nave, il quale rifiuta di servire un piatto vegetariano alla madre di Pi e ai suoi figli, che per motivi religiosi non possono mangiare carne. Durante il pasto si avvicina loro un marinaio che, presentandosi come un buddhista felice, racconta loro di come gli sia bastato mangiare il riso accanto al sugo per poter mangiare senza violare i suoi principi, perché "su una nave il sugo non è carne". Una sera, dopo 4 giorni di navigazione da Manila e prima di arrivare a Tokyo, un'imponente tempesta fa affondare la nave nella Fossa delle Marianne, nell'Oceano Pacifico, al largo dalle coste del Giappone e delle Filippine. Pi non fa in tempo ad avvisare la sua famiglia, perché viene forzatamente calato dai membri dell'equipaggio su una lancia di salvataggio assieme al cuoco; ma poco prima di essere calato in mare, però, una zebra piomba sulla scialuppa, rompendosi una zampa e facendo precipitare in mare il cuoco. Pi vede Richard Parker che tenta di raggiungere a nuoto la zattera e prova a scacciarlo con un remo, ma la tigre sale comunque a bordo. Nelle ore successive, si scopre che sulla scialuppa si è rifugiata una iena e presto vi sale anche un orango, animali tutti usciti dalle gabbie durante il naufragio. La iena tenta più volte di aggredire la zebra, ma è ancora stordita dai tranquillanti e fatica a tenersi in piedi. L'orango, il cui nome è Orange Juice, si rivela invece "amico" di Pi, e tenta di difendere sia la zebra che il ragazzo dai continui attacchi della iena. Ben presto però gli effetti dei tranquillanti svaniscono e la iena aggredisce e uccide prima la zebra e poi Orange Juice. Mentre Pi si prepara a scagliarsi sulla iena per vendicare l'amico, dalla coperta della piccola imbarcazione spunta Richard Parker, che divora la iena, mentre Pi si getta in mare per sfuggire al felino.
Pi trova scampo passando le sue giornate su una piccola zattera legata alla scialuppa, formata da soli remi, pezzi di legno e giubbotti di salvataggio, dove tenta di mangiare e dormire. Arrivato alla conclusione che non può rischiare di perdere la vita tutte le volte che cerca di prendere qualcosa dalle provviste rimaste sulla lancia a causa della tigre, Pi decide di prendere confidenza con essa e cerca di ammaestrarla, o perlomeno di renderla mansueta. Riesce nello scopo nutrendo il felino con pesci pescati ed acqua piovana, in modo da riuscire a guadagnarne la fiducia.
Dopo ad aver affrontato un'altra tempesta, la piccola barca giunge sulla riva di un'isola abitata esclusivamente da suricati, che però nasconde un segreto: di notte, a causa di un misterioso processo chimico, ogni cosa diventa tossica (l'acqua diventa acida, uccidendo i pesci che nuotano nelle pozze di acqua dolce) e i suricati sono costretti a rifugiarsi sugli alberi, mentre la tigre si rifugia sulla scialuppa. Pi si accorge della pericolosità del luogo quando trova un dente umano all'interno di una pianta carnivora, evidentemente un resto di uno sfortunato predecessore del protagonista. Capendo di non poter rimanere sull'isola, dopo aver fatto raccolta di provviste, riparte con la scialuppa e la tigre. Finalmente, dopo 227 giorni di navigazione, arriva in Messico, dove la sua strada e quella di Richard Parker si dividono: Pi viene soccorso da alcuni pescatori del posto, mentre la tigre scompare nella giungla, senza rivolgere neppure uno sguardo di commiato al ragazzo. Una volta portato in ospedale, Pi racconta la sua avventura a due giapponesi inviati dalla compagnia assicuratrice che ha il compito di indagare sul naufragio della nave.
Increduli e insoddisfatti dal racconto di Pi, i due chiedono di sapere la storia "vera", quindi Pi dà loro un'altra versione del racconto, con persone al posto degli animali. Racconta quindi di essere effettivamente finito nella scialuppa insieme al cuoco, al marinaio buddista e a sua madre. Il marinaio si sarebbe rotto una gamba saltando dentro la scialuppa ed era morto pochi giorni dopo. Il cuoco avrebbe quindi iniziato a usare le sue carni per ricavarne delle esche per poter pescare. Il rapporto tra il cuoco e la madre di Pi sarebbe diventato conflittuale, fino a quando il cuoco non l'avrebbe uccisa, lanciandone il cadavere agli squali. Il giorno dopo Pi avrebbe ucciso il cuoco ed usato il suo corpo per ricavare ulteriori esche e sopravvivere, tirando fuori la propria parte malvagia, con cui avrebbe dovuto convivere per tutta la vita. Se i primi tre animali del primo racconto sarebbero, quindi, delle allegorie degli altri tre sopravvissuti al naufragio, Richard Parker non sarebbe altro che la rappresentazione dello stesso Pi, il quale avrebbe dovuto far uscire il proprio lato animalesco e violento per riuscire a sopravvivere.
I due giapponesi ritengono questa storia più credibile, ma visto il barbaro comportamento umano preferiscono avvalorare e verbalizzare il racconto di un naufrago che incredibilmente vive per 227 giorni in mezzo al mare in compagnia di una tigre. Pi fa notare come, da entrambe le storie, per quanto riguarda le necessità della compagnia assicuratrice, emerge il medesimo risultato: la nave è affondata, nessuno può accertare le cause del naufragio, la sua famiglia è morta e lui è sopravvissuto. Alla luce di questo ragionamento, anche lo scrittore ritiene che la storia con gli animali sia migliore da scrivere nel suo libro. Pi risponde che così è anche per Dio, ed esprime anche il suo dolore per il fatto che Richard Parker se ne sia andato ignorandolo, senza nessun gesto di saluto. 
Al termine del racconto si scopre che, da adulto, Pi si è sposato ed ha avuto due bambini, un maschio e una femmina, che portano i nomi rispettivamente del fratello e del suo primo amore.
La storia raccontata nel libro di Martel e nel film è, almeno parzialmente, ispirata al romanzo Storia di Arthur Gordon Pym di Edgar Allan Poe e al naufragio dello yacht Mignonette.

## Produzione

### Regia
Nel febbraio 2003 Elizabeth Gabler, della 20th Century Fox, avviò il progetto. Fu scelto lo sceneggiatore Dean Georgaris per riscrivere la storia, e alla regia fu chiamato M. Night Shyamalan, interessato al progetto per le sue origini indiane e intenzionato a prendervi parte dopo la fine del suo film The Village. Shyamalan scelse di riscrivere la sceneggiatura rimpiazzando Georgaris. Successivamente però scelse di dirigere Lady in the Water, perciò la 20th Century Fox gli tolse il progetto, e nel marzo 2005 lo affidò a Alfonso Cuarón. Anche Cuarón però diede precedenza a un altro film, I figli degli uomini, cosicché la FOX dovette cercare un altro regista, che trovò in Jean-Pierre Jeunet, il quale si mise subito al lavoro, riscrivendo la sceneggiatura insieme a Guillaume Laurant. Le riprese vennero previste per la metà del 2006 e si decise di girare il film in India. Anche Jeunet però dovette abbandonare il progetto e nel febbraio 2009 la scelta della casa di produzione ricadde su Ang Lee.

### Sceneggiatura
Con l'avvicendarsi di vari registi, anche gli sceneggiatori che si avvicinarono al progetto furono svariati. Dopo la scelta definitiva del regista, fu scelto come sceneggiatore David Magee che riscrisse la sceneggiatura definitiva nel 2010.

### Cast
Ang Lee passò numerosi mesi a fare provini a più di tremila ragazzi per il ruolo di Pi. Alla fine nell'ottobre 2010 la scelta ricadde sullo studente diciassettenne Suraj Sharma, che non aveva assolutamente nessuna esperienza nel campo della recitazione.
Per il ruolo di Yann Martel venne preso in considerazione Andrew Garfield, ma venne poi scelto Tobey Maguire. Dopo aver completato il film però le scene girate con Maguire vennero girate nuovamente con Rafe Spall nella sua parte; la decisione del regista venne presa per la troppa notorietà di Maguire e infatti a tal proposito Lee dichiarò:
(Ang Lee)
L'attore Tobey Maguire dichiarò la sua approvazione per la scelta, nonostante avesse comportato la sua esclusione dal film:
(Tobey Maguire)

### Riprese
Le riprese del film, iniziate nel gennaio 2011, si sono svolte a Montréal (Canada), Pondicherry e Munar (India) e a Taichung (Taiwan).

## Promozione
Il 25 luglio 2012 è stato diffuso online il primo trailer del film, a pochi giorni di distanza dall'uscita della locandina. Il trailer italiano è stato diffuso il 25 settembre 2012.

## Distribuzione
Il film è stato distribuito nelle sale statunitensi il 21 novembre 2012, mentre in Italia è uscito nelle sale cinematografiche il 20 dicembre.

### Edizione Italiana
La direzione del doppiaggio e i dialoghi italiani sono stati curati da Marco Guadagno per conto della SEDIF, mentre la sonorizzazione è stata affidata alla Dubbing Brothers.

## Accoglienza

### Incassi
Il film ha incassato globalmente circa 609.016.565 dollari.

### Critica
Il film è stato un successo sia di critica che di pubblico. Sul sito aggregatore di recensioni Rotten Tomatoes ha una percentuale di gradimento dell'86%, basato su 256 recensioni con un voto di 7,9 su 10.

## Riconoscimenti
- 2013 – Premio Oscar
  - Miglior regia a Ang Lee
  - Migliore fotografia a Claudio Miranda
  - Migliori effetti speciali a Bill Westenhofer, Guillaume Rocheron, Erik-Jan De Boer e Donald R. Elliott
  - Miglior colonna sonora a Mychael Danna
  - Candidatura per il miglior film
  - Candidatura per la miglior sceneggiatura non originale a David Magee
  - Candidatura per la migliore scenografia a David Gropman e Anna Pinnock
  - Candidatura per il miglior montaggio a Tim Squyres
  - Candidatura per il miglior sonoro a Ron Bartlett, D.M. Hemphill e Drew Kunin
  - Candidatura per il miglior montaggio sonoro a Eugene Gearty e Philip Stockton
  - Candidatura per la miglior canzone a Mychael Danna e Bombay Jayashri per Pi's Lullaby
- 2013 – Golden Globe
  - Migliore colonna sonora a Mychael Danna
  - Candidatura per il miglior film drammatico
  - Candidatura per il miglior regista a Ang Lee
- 2013 – Premio BAFTA
  - Migliore fotografia a Claudio Miranda
  - Migliori effetti speciali a Bill Westenhofer, Guillaume Rocheron e Erik-Jan De Boer
  - Candidatura per il miglior film
  - Candidatura per il miglior regista a Ang Lee
  - Candidatura per la migliore sceneggiatura non originale a David Magee
  - Candidatura per la migliore scenografia a David Gropman e Anna Pinnock
  - Candidatura per il miglior montaggio a Tim Squyres
  - Candidatura per il miglior sonoro a Drew Kunin, Eugene Gearty, Philip Stockton, Ron Bartlett e D. M. Hemphill
  - Candidatura per la miglior colonna sonora a Mychael Danna